# Delapril
Delapril (INN, còn được gọi là alindapril) là một chất ức chế men chuyển được sử dụng làm thuốc hạ huyết áp  ở một số nước châu Âu và châu Á nhưng không phải ở Mỹ. Nó được dùng bằng đường uống, có sẵn trong 15   mg và 30   viên nén mg.

## Cơ chế
Delapril là một tiền chất; nó được chuyển đổi thành hai chất chuyển hóa hoạt động, 5-hydroxy delapril diacid và delapril diacid. Các chất chuyển hóa này liên kết hoàn toàn với và ức chế enzyme chuyển đổi angiotensin (ACE), do đó ngăn chặn angiotensin I để chuyển đổi angiotensin II. Sự giãn mạch kết quả ngăn ngừa tác dụng co mạch của angiotensin II. Angiotensin II do bài tiết aldosterone do vỏ thượng thận cũng bị Delapril giảm, dẫn đến tăng bài tiết natri và do đó làm tăng lưu lượng nước.